# HD152192
HD152192 — хімічно пекулярна зоря спектрального класу A4, що має видиму зоряну величину в смузі V приблизно  7,0.
Вона  розташована на відстані близько 570,2 світлових років від Сонця.